# Contributor Covenant
Het Contributor Covenant is een gedragscode voor bijdragers aan gratis/open source softwareprojecten, ontworpen door Coraline Ada Ehmke. 
Het Contributor Covenant wordt gebruikt in vooraanstaande projecten, waaronder Linux, Ruby on Rails, Swift, Go en JRuby. Grote namen in de industrie die hieraan meewerken zijn onder meer Google, Apple, Microsoft, Intel, Eclipse en GitLab.
Sinds de eerste release als een open source-document in 2014, beweert de maker dat het is overgenomen door meer dan 40.000 open source-projecten. In 2016 heeft GitHub een functie toegevoegd om de toevoeging van het Contributor Covenant aan een open source-project te stroomlijnen en de Ruby-bibliotheekmanager Bundler heeft ook een optie om het Contributor Covenant toe te voegen aan softwareprogramma's die de gebruikers ervan maken. 
In 2016 ontving de auteur een Ruby Hero-prijs als erkenning voor haar werk aan het Contributor Covenant.
Linus Torvalds heeft het Contributor Covenant v1.4 voor Linuxkernel-ontwikkeling in 2018 omarmd. Sommigen in de Linux-gemeenschap juichten de wijziging toe, en anderen spraken zich er tegen uit.